# 현도초등학교 노산분교
현도초등학교 노산분교는 대한민국 충청북도 청주시 서원구 현도면 노산2길 3-57 (노산리)에 있었던 공립 초등학교이다.

## 연혁
- 1959년 11월 9일 설립인가
- 1964년 10월 9일 현도국민학교 노산분교장 개설, 1학급 편성(63명)
- 1967년 9월 2일 노산국민학교 설립인가
- 1968년 4월 8일 노산국민학교 개교식 거행
- 1993년 3월 1일 현도국민학교 노산분교장으로 개편(5학급 편성)
- 1996.03.01 현도초등학교 노산분교로 개칭
- 1998.03.01 현도초등학교로 통폐합